# 골드망왜소숲쥐
골드망왜소숲쥐(Nelsonia goldmani)는 비단털쥐과에 속하는 설치류의 일종이다. 멕시코에서만 발견된다.